# MF Doom
Daniel Dumile, mais conhecido como MF DOOM (Londres, 13 de julho de 1971 — 31 de outubro de 2020), foi um rapper e produtor inglês influente na cena do hip hop dos anos 2000. Começou a carreira como Zev Love X no KMD e após a morte de seu irmão (Subroc), voltou para o mundo do rap como MF DOOM (posteriormente apenas DOOM). Caracterizou-se por usar uma máscara semelhante ao do personagem Doutor Destino, da Marvel Comics. Posteriormente, a Marvel exerce mais influências na carreira musical de Daniel Dumile, como nos alter egos Viktor Vaughn e King Geedorah. Com o tempo, a máscara que o rapper veste passa a adotar maiores semelhanças ao que o personagem Maximus usa no filme Gladiador, do diretor Ridley Scott. Seu pseudônimo, MF DOOM, possui dois significados distintos ligados aos seus talentos como rapper e como produtor, sendo assim Metal Face no microfone e Metal Fingers como DJ. Além de diversos álbuns solo, DOOM já colaborou com vários artistas e trabalhou em diversos grupos e duplas musicais. Dentre suas colaborações mais conhecidas e influentes está o álbum Madvillainy, lançado em conjunto com o produtor Madlib sob a alcunha Madvillain.

## Morte
Antecedentes aos eventos que levaram à sua morte, MF DOOM esteve enfrentando problemas de saúde relacionados á hipertensão arterial e nefropatia. Em outubro de 2020, MF DOOM foi encaminhado ao hospital universitário de St James na cidade de Leeds, na Inglaterra, após complicações no sistema respiratório. Devido à quarentena da pandemia de COVID-19, Jasmine Dumile, esposa de Daniel Dumile, não pôde visitá-lo no hospital até o dia do seu óbito. DOOM então é dado como morto no dia 31 de outubro de 2020, aos 49 anos de idade, após um medicamento para pressão arterial lhe ter provocado uma rara reação chamada angioedema, o que prejudicou o transporte de oxigênio ao seu cérebro. Jasmine então anuncia a morte do rapper no dia 31 de dezembro de 2020, dois meses depois, em uma carta escrita pela família de Daniel e lançada na internet, contudo, as causas não foram divulgadas até julho do ano seguinte, em 2023. Jasmine também acusa o hospital de negligência ao rapper.
Diversos músicos prestaram homenagens e tributos à Daniel Dumile. O então presidente dos Estados Unidos, Joe Biden, incluiu a faixa "Coffin Nails" durante sua inauguração. A decisão do presidente, no entanto, foi criticada pelos fãs de MF DOOM, dado que Biden compôs a administração do governo Obama, que barrou a vinda de DOOM aos Estados Unidos em 2010.

## Legado

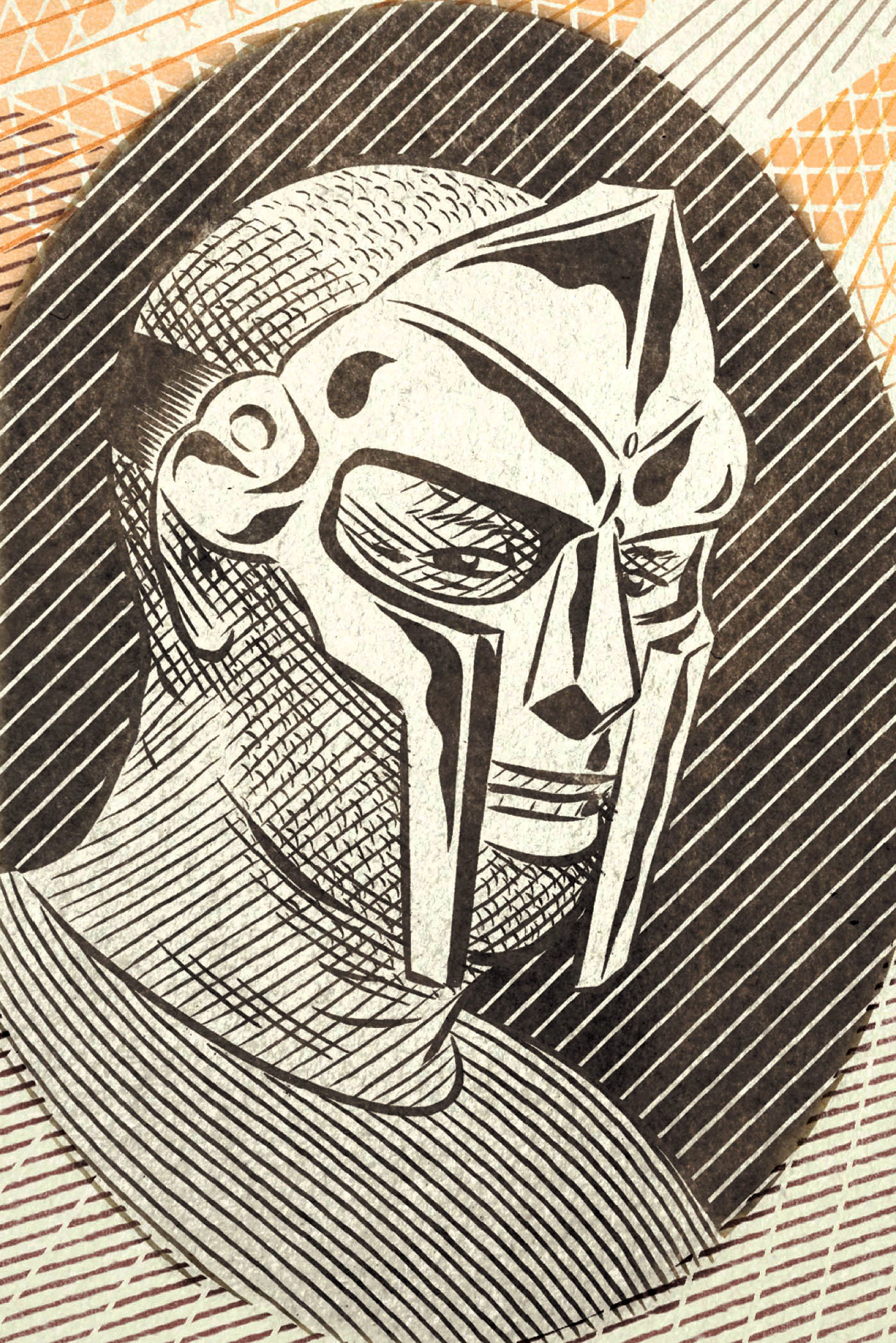
Pôster ilustrativo de MF DOOM, durante a promoção de seu álbum solo "Born Like This"

MF DOOM é considerado como o rapper mais influente de todos os tempos, sendo popularmente conhecido como "o rapper favorito do seu rapper favorito". O músico britânico Thom Yorke, cujo colaborou com DOOM em duas ocasiões, escreve: "Ele foi uma grande inspiração para muitos de nós, mudou as coisas... Para mim, a maneira como ele colocava as palavras quase sempre me chocava por sua genialidade, usando sua linha de raciocínio de uma maneira que eu nunca havia escutado antes." Nos 20 anos de aniversário do seu álbum de estreia, Operation: Doomsday, a revista online Stereogum pontua a influência de DOOM na nova geração de rappers.

## Discografia
Álbuns solo
- Operation: Doomsday (1999)
- Take Me to Your Leader (2003, como King Geedorah)
- Vaudeville Villain (2003, como Viktor Vaughn)
- VV: 2 (2004, como Viktor Vaughn)
- Mm...Food (2004)
- Born Like This (2009)

Álbuns colaborativos
- Mr. Hood (1991, como Zev Love X no KMD)
- Black Bastards (2000, como Zev Love X no KMD)
- Madvillainy (2004, com Madvillain)
- Special Herbs + Spices Volume 1 (2004, com MF Grimm)
- The Mouse and The Mask (2005, com Danger Mouse como Danger Doom)
- Key to the Skuffs (2012, com Jneiro Jarel como JJ Doom)
- NehruvianDoom (2014, com Bishop Nehru como NehruvianDoom)
- Czarface Meets Metal Face (2018, com Czarface)
- Super What? (2021, com Czarface)